# George prosto z drzewa (serial telewizyjny 2007)
George prosto z drzewa (ang. George of the Jungle) – amerykańsko-kanadyjski serial animowany wykonany w technice komputerowej (Adobe Flash). Został on stworzony we współpracy ze Studio B Productions.
Serial był emitowany w Polsce od 9 lutego 2008 w Cartoon Network. Od 12 października 2011 roku serial był nadawany na kanale Boomerang. Od 6 kwietnia 2013 serial pojawił się na antenie TV Puls 2 w bloku Junior TV oraz 22 września 2014 na Nickelodeon Polska.

## Fabuła
Jest to serial, który opowiada o przygodach George’a z dżungli. Ta kreskówka to serial pokrewny do Tarzana. George wraz ze swoimi przyjaciółmi mieszka w dżungli. Tam spotykają go różne dziwne i śmieszne przygody. W latach 1967–1968 powstał także serial animowany z George’em w roli głównej o tym samym tytule. Oprócz tych kreskówek zostały nakręcone filmy pełnometrażowe:
- George prosto z drzewa – 1997,
- George prosto z drzewa 2 – 2003.

## Bohaterowie

### Główni bohaterowie
- George – to człowiek, który ma niebieskie oczy i brązowe włosy. Jest ubrany w strój Tarzana. George jest królem dżungli. Jest bardzo przyjacielski i silny ale niezbyt rozgarnięty.
- Małpa – jest gorylem i jednym z najlepszych przyjaciół George’a. Małpa jest także bardzo silny. Ma brązową czuprynę w kształcie sterczących igieł na samym końcu głowy i żółte oczy. Jego czupryna zmienia kształt w zależności od nastroju.
- Urszula – jest dziewczyną i następnym z przyjaciół George’a. Ma zielone oczy i taki sam kolor włosów jak George, a także ciemniejszą skórę niż król dżungli. Jej ojcem jest Dr Scott. Jest młoda i pochodzi z miasta.
- Magnolia – jest dziewczyną i kolejną najlepszą przyjaciółką George’a. Nosi spódniczkę wykonaną z liści, oprócz tego ma kość w swojej bluzce. Podobnie jak George ma ona niebieskie oczy, lecz włosy jej są koloru pomarańczowego, a w nich różowy kwiatek. Magnolia jest córką Szamana.
- Doktor Scott – jest człowiekiem dość wysokiego wzrostu. Ma czarno-białe włosy i długi nos, a także czarny wąsik. Jego córką jest Urszula. Często wdaje się w sprzeczkę z Szamanem.
- Szaman – jest człowiekiem, ale o tak niskim wzroście że nie widać w ogóle jego tułowia. Ma siwe włosy, które zasłaniają mu jego oczy. Ma także duży nos i żółte zęby. Jest on ojcem Magnolii.
- Shep – słoń, jest zabawny i bardzo często próbuje rozśmieszać innych.
- Tookie-Tookie – papuga, jeden z przyjaciół George’a. Wypowiada słowa swojego imienia Tookie-Tookie.
- Trzoniak – pomagier doktora Scotta. Zyskał niezwykłą moc od wbicia gałęzi w czoło.

### Pozostali
- Wielki Mieciu – chytra, sprytna, nieuczciwa małpka. Udaje przyjaciela George’a aby go wykorzystać, a tak naprawdę wcale nim nie jest.
- Narrator – opowiada o przygodach George’a. Wprowadza nas w sytuacje, w której znajduje się król dżungli.
- Kuzyn Larry – jest to kuzyn George’a, który zawsze musi być lepszy od niego i chce wygrywać.
- Wujek Joel – jest on założycielem restauracji Planeta dżungla. W odcinku „Małpia Sławojka” kradł z dżungli różne przedmioty, które stanowiły element dekoracji jego restauracji.
- Mały Shep – mały mrówkojad, który pojawi się w odcinku „Mały mrówkojad”. Ma białą sierść i czarne oczy.
- Kamieniodzioby – ptaki z dziobami w kształcie przecinaka. Uwielbiają rozbijać skały.

## Obsada
- Lee Tockar – George
- Paul Dobson – Małpa
- Brittney Irvin – Urszula
- Tabitha St. Germain – Magnolia
- Mark Oliver – doktor Scott
- Brian Drummond – Szaman
- Michael Daingerfield – Spiker

## Wersja polska
Opracowanie i udźwiękowienie wersji polskiej:
- Studio Genetix Film Factory (odc. 1-26),
- na zlecenie Nickelodeon Polska – Master Film (odc. 27-52)

Dialogi polskie:
- Grzegorz Drojewski (odc. 1-26),
- Karolina Anna Kowalska (odc. 27-28, 40)

Reżyseria:
- Agnieszka Matysiak i Anna Apostolakis (odc. 1-26),
- Agata Gawrońska-Bauman (odc. 27-28, 40)

Tekst piosenki: Andrzej Brzeski (odc. 27-52)
Dźwięk i montaż:
- Zdzisław Zieliński (odc. 1-26),
- Jacek Osławski (odc. 27-28, 40)

Kierownictwo muzyczne: Piotr Gogol (odc. 27-52)
Organizacja produkcji:
- Agnieszka Sokół (odc. 1-26),
- Katarzyna Fijałkowska (odc. 27-28)

Nadzór merytoryczny: Katarzyna Dryńska (odc. 27-52)

Wystąpili:
- Adam Pluciński – George
- Miłogost Reczek – Małpa
- Joanna Węgrzynowska – Urszula
- Agnieszka Fajlhauer – Magnolia
- Andrzej Chudy −
  - Doktor Scott (odc. 1-9a, 10-26),
  - Król Dzierżymorda (odc. 8a),
  - Tajemniczy Obcy (odc. 10b),
  - Zrzęda (odc. 18b),
  - Rogacz (odc. 20a),
  - El Mruczas (odc. 21a),
  - Nosorożec (odc. 21a),
  - Pan Pando (odc. 25-26)
- Ryszard Nawrocki −
  - Szaman (odc. 1-26),
  - Wiesiek (odc. 4a),
  - Jeden z pilotów samolotu (odc. 6a),
  - Wielki Mistrz Wolny od wszy (odc. 10a),
  - „Wąż” − Koczkodan (odc. 13a),
  - Robaczek (odc. 13a),
  - różne głosy
- Jacek Kawalec −
  - Narrator,
  - Kuzyn Larry (odc. 3b),
  - „Wąż” − Koczkodan (odc. 4a),
  - Jeden z pawi (odc. 8b),
  - Anielski Jasio (odc. 18b),
  - lektor filmu o bananach (odc. 33a),
  - różne głosy
- Janusz Wituch −
  - Wielki Mieciu (odc. 2b, 4b, 17b),
  - Doktor Scott (odc. 9b),
  - Ryjówka (odc. 10a),
  - Żuk gnojarek (odc. 10b),
  - Edek (odc. 11b),
  - Król Warzywek (odc. 12a),
  - Trupas (odc. 18a),
  - Psztryczek George’a (odc. 22b),
  - Mikołaj (odc. 23a),
  - Kozioł minionych świąt (odc. 23b),
  - Edward Szaluny (odc. 25),
  - Cecyliusz (odc. 28a),
  - Witold Chrząszcz (odc. 30b, 32b, 34a, 38a, 46a, 49b),
  - Mięscisław (odc. 31a),
  - Klawy Gorylek (odc. 39b),
  - bawół (odc. 40a),
  - Stary leniwiec (odc. 40b),
  - Tron (odc. 43a),
  - gupik (odc. 44a),
  - leniwiec Arachid (odc. 50b),
  - Ludwik prosto z drzewa (odc. 51b),
  - różne głosy
- Mirosław Wieprzewski −
  - Wujek Joel (odc. 8a),
  - Jeden z pawi (odc. 8b),
  - Żyrafa (odc. 21a),
  - Lew (odc. 22b),
  - Kozioł obecnych świąt (odc. 23b),
  - Szaman (odc. 28a, 32b, 33b, 35a, 36ab, 39b, 44a, 46b, 49a, 52b),
  - różne głosy
- Anna Apostolakis − różne głosy
- Agnieszka Matysiak − różne głosy
- Krzysztof Szczerbiński −
  - Rywal Małpy podczas Małp Micwy (odc. 10b),
  - Nosorożec (odc. 13a),
  - Surykatka (odc. 14a),
  - Zając (odc. 14a),
  - Czesio (odc. 15a),
  - Stan (odc. 17b),
  - Mogiła (odc. 18a),
  - Wiewiórka (odc. 21a),
  - Mysz (odc. 22b),
  - Kozioł świąt przyszłych (odc. 23b),
  - Waplo (odc. 25-26),
  - Tatko Chicago (odc. 42a),
  - Pionek − członek Małpiej Rady (odc. 42b, 48b, 52a)
- Izabela Dąbrowska −
  - Matka Natura (odc. 15a),
  - Karina (odc. 17b),
  - Anielska Marysia (odc. 18b),
  - Doktor Trąba (odc. 22a)
- Leszek Zduń − Moldrik (odc. 25-26)
- Paweł Ciołkosz −
  - Tadzik (odc. 27a, 45a),
  - wąż Bernard (odc. 27b, 28b),
  - jednorożec (odc. 28a)
- Adam Bauman −
  - Beznóg (odc. 27a),
  - kolega Cecyliusza (odc. 28a),
  - Eko-ryk (odc. 29b),
  - Grudagrześ (odc. 31b)
- Stefan Pawłowski −
  - lemur Hank (odc. 27b),
  - Śliski (odc. 28a)
- Tomasz Borkowski −
  - Doktor Chicago (Scott) (odc. 28b, 29b, 30a, 32a, 34b, 36b, 37a, 38b, 39ab, 41a, 42a, 43b, 45b, 46b, 47a, 51b),
  - Mama Chicago (odc. 42a)
- Julia Kołakowska-Bytner −
  - Trzoniak (odc. 28b, 30a, 32a, 34b, 37a, 38b, 42a, 43b, 45b, 46b, 47a),
  - konsultantka biura obsługi klienta (odc. 29b),
  - Nefrata (odc. 31a)
- Zbigniew Konopka −
  - Tygrys Przećwok (odc. 30b, 32b, 34a, 38a, 46a, 49b),
  - Bombek − członek Małpiej Rady (odc. 31a, 35a, 42b, 46b, 47a, 48b, 51b, 52a, 52b)
- Agata Gawrońska-Bauman −
  - Blu (odc. 30b),
  - Alicja (odc. 31a),
  - pani naukowiec (odc. 47b)
- Paweł Szczesny −
  - Trzyząb (odc. 33b, 51a),
  - Waldek (odc. 48a),
  - leniwiec (odc. 52a)
- Grzegorz Kwiecień −
  - Steve (odc. 35a, 41a, 52b),
  - Hipno-lotus (odc. 40a),
  - Chrupczak (odc. 47b),
  - kamień Presley (odc. 50b),
  - szynszyl Grześ (odc. 51a),
  - Gorylik (odc. 51b)
- Janusz Zadura − Tuki Tuki (odc. 35b)
- Hanna Kinder-Kiss − pani profesor (odc. 38a)
- Krzysztof Szczepaniak − Balzak (odc. 40b)
- Tomasz Jarosz − członek Małpiej Rady (odc. 42b, 48b)
- Wojciech Chorąży −
  - Czesław − były członek Małpiej Rady (odc. 48b),
  - wąż (odc. 49b),
  - leniwiec Leni (odc. 50b)
- Klaudiusz Kaufmann − szynszyl Oleś (odc. 51a)
- Jacek Król

i inni
Śpiewał: Łukasz Talik
Lektor:
- Paweł Bukrewicz (odc. 1-26),
- Łukasz Talik (odc. 27-52)

## Odcinki
- Premiery w Polsce:
  - Cartoon Network
    - I seria (odcinki 1-13) – 9 lutego 2008 roku,
    - I seria (odcinki 15-16) – 29 marca 2008 roku,
    - I seria (odcinki 14,17-26) – 7 czerwca 2008 roku.

  - Nickelodeon Polska
    - I seria (odcinki 1-26) – 22 września 2014 roku,
    - II seria (odcinki 27-40) – 16 lutego 2015 roku,
    - II seria (odcinki 41-52) – 4 maja 2015 roku.
- W skład jednego odcinka wchodzą dwa epizody (wyjątkami są odcinki 25 i 26).
- Niektóre odcinki serialu ukazały się na DVD.

### Spis odcinków
| Premiera odcinka | Nr | Polski tytuł                            | Angielski tytuł                |
| ---------------- | -- | --------------------------------------- | ------------------------------ |
|                  |    |                                         |                                |
| SERIA PIERWSZA   |    |                                         |                                |
|                  |    |                                         |                                |
| 09.02.2008       | 01 | Inwazja chrząszczy                      | Beetle Invasion                |
| 09.02.2008       | 01 | Nagi biały człowiek                     | The Naked Ape Man              |
|                  |    |                                         |                                |
| 10.02.2008       | 02 | Smrondemonium                           | Aromageddon                    |
| 10.02.2008       | 02 | Odnaleziona świątynia złota             | Found Temple of Gold           |
|                  |    |                                         |                                |
| 16.02.2008       | 03 | Stożek zamiast głowy                    | Cone Head                      |
| 16.02.2008       | 03 | Kuzyn Larry… też prosto z drzewa        | Cousin Larry of the Jungle     |
|                  |    |                                         |                                |
| 17.02.2008       | 04 | Licencja na huśtanie się                | License to Swing               |
| 17.02.2008       | 04 | Mój osobisty bohater                    | My Own Private Hero            |
|                  |    |                                         |                                |
| 23.02.2008       | 05 | Chrapanie                               | The Snoring                    |
| 23.02.2008       | 05 | George ma wolne                         | George’s Day Off               |
|                  |    |                                         |                                |
| 24.02.2008       | 06 | Gatki szczęścia                         | Lucky Pants                    |
| 24.02.2008       | 06 | Małpa wyrozumiały                       | Ape Ruth                       |
|                  |    |                                         |                                |
| 01.03.2008       | 07 | Nie dziękujcie mi                       | Don't Thank Me                 |
| 01.03.2008       | 07 | Na miłość leniwską                      | For The Love of Sloth          |
|                  |    |                                         |                                |
| 02.03.2008       | 08 | Małpia Sławojka                         | Bathroom of the Apes           |
| 02.03.2008       | 08 | Piękna kontra bestie                    | Beauty vs. Beasts              |
|                  |    |                                         |                                |
| 10.05.2008       | 09 | Moc prosto z gwiazd                     | Star Power                     |
| 10.05.2008       | 09 | Mały mrówkojad                          | L'il Orphan Anteater           |
|                  |    |                                         |                                |
| 11.05.2008       | 10 | Brat George                             | Brother George                 |
| 11.05.2008       | 10 | Małp Micwa                              | Ape Mitzvah                    |
|                  |    |                                         |                                |
| 15.03.2008       | 11 | Georgenstein                            | FrankenGeorge                  |
| 15.03.2008       | 11 | Strach przed niczym                     | Afraid of Nothing              |
|                  |    |                                         |                                |
| 16.03.2008       | 12 | Król Warzywek                           | The Vegemaster                 |
| 16.03.2008       | 12 | Kleszczorzeł                            | Eagle Tick                     |
|                  |    |                                         |                                |
| 22.03.2008       | 13 | George i uciekające śniadanie           | George Skips Breakfast         |
| 22.03.2008       | 13 | Mięśnie górą                            | Muscle Mania                   |
|                  |    |                                         |                                |
| 07.06.2008       | 14 | Buntownik bez pazurów                   | Rebel Without a Claw           |
| 07.06.2008       | 14 | Kucyk w paski                           | Stripy Pony                    |
|                  |    |                                         |                                |
| 29.03.2008       | 15 | Pora deszczowa                          | Rainy Season                   |
| 29.03.2008       | 15 | Miłość wisi w powietrzu                 | Love In The Air                |
|                  |    |                                         |                                |
| 30.03.2008       | 16 | Samolubny skorupiak                     | Selfish Shellfish              |
| 30.03.2008       | 16 | Widowisko na cześć wulkanu              | Volcano Pageant                |
|                  |    |                                         |                                |
| 22.06.2008       | 17 | Kłopoty ze świrobananami                | Trouble With Bananaquats       |
| 22.06.2008       | 17 | Rozpuszczony król                       | Spoiled King                   |
|                  |    |                                         |                                |
| 28.06.2008       | 18 | Totalne szajbusy                        | Extreme Lamebrains             |
| 28.06.2008       | 18 | Starzy, ale jarzy                       | Still Got It                   |
|                  |    |                                         |                                |
| 29.06.2008       | 19 | George znosi jajo                       | George Lays An Egg             |
| 29.06.2008       | 19 | Małpi Małpy rozum                       | Ape Goes Ape                   |
|                  |    |                                         |                                |
| 01.07.2008       | 20 | Rogacz, człowiek z porożem              | Mantler, The Man With Antlers  |
| 01.07.2008       | 20 | Góra George’a                           | Mount Georgemore               |
|                  |    |                                         |                                |
| 02.07.2008       | 21 | Prezent urodzinowy George’a             | George’s Birthday Present      |
| 02.07.2008       | 21 | Czarodziejska laska                     | Witching Stick                 |
|                  |    |                                         |                                |
| 03.07.2008       | 22 | Chłopiec i Jego słoń                    | A Boy And His Elephant         |
| 03.07.2008       | 22 | Psztryczek George’a                     | George’s Security Stone        |
|                  |    |                                         |                                |
| 04.07.2008       | 23 | Święta w dżungli                        | Jungle Bells                   |
| 04.07.2008       | 23 | Kozioł obecnych świąt Bożego Narodzenia | The Goat Of Christmas Presents |
|                  |    |                                         |                                |
| 05.07.2008       | 24 | W cieniu George’a                       | Second Banana                  |
| 05.07.2008       | 24 | Łono natury                             | One With Nature                |
|                  |    |                                         |                                |
| 06.07.2008       | 25 | Ucieczka z wyspy Szalunego              | Escape From Madmun Island      |
| 07.07.2008       | 26 | Ucieczka z wyspy Szalunego              | Escape From Madmun Island      |
|                  |    |                                         |                                |
| SERIA DRUGA      |    |                                         |                                |
|                  |    |                                         |                                |
| 16.02.2015       | 27 | Srebrny grzbiet                         | Bringing Silverback            |
| 16.02.2015       | 27 | Gzy i ludzie                            | Of Botflies and Men            |
|                  |    |                                         |                                |
| 17.02.2015       | 28 | Wewnętrzna robota                       | The Insider                    |
| 17.02.2015       | 28 | Mechaniczny George                      | Clockwork George               |
|                  |    |                                         |                                |
| 18.02.2015       | 29 | Męska przyjaźń                          | True Bromance                  |
| 18.02.2015       | 29 | George 4WD                              | George x4                      |
|                  |    |                                         |                                |
| 19.02.2015       | 30 | Siła drzew                              | Strong As He Can Tree          |
| 19.02.2015       | 30 | Pieśń George’a                          | George’s Song                  |
|                  |    |                                         |                                |
| 20.02.2015       | 31 | Królowa pustyni                         | Queen of the Desert            |
| 20.02.2015       | 31 | Królowie więksi i mniejsi               | Kings and Little Ones          |
|                  |    |                                         |                                |
| 23.02.2015       | 32 | Małpa renesansu                         | Renaissance Ape                |
| 23.02.2015       | 32 | Ostatni krzyk mody                      | My Georging Jacket             |
|                  |    |                                         |                                |
| 24.02.2015       | 33 | Bananowy deficyt                        | Bananium Deficiency            |
| 24.02.2015       | 33 | Gdzie bobry, tam George dobry           | I Gotta Beave Me               |
|                  |    |                                         |                                |
| 25.02.2015       | 34 | Zew natury                              | Nature's Call                  |
| 25.02.2015       | 34 | Wypychanie na śniadanie                 | Much Ado About Stuffing        |
|                  |    |                                         |                                |
| 26.02.2015       | 35 | Steve prosto z drzewa                   | Steve of the Jungle            |
| 26.02.2015       | 35 | Zgadnij, co przyjdzie na obiad          | Guess What’s Coming to Dinner? |
|                  |    |                                         |                                |
| 27.02.2015       | 36 | Z życia mięs                            | Meet Meat                      |
| 27.02.2015       | 36 | Głowa dżungli                           | Body Politics                  |
|                  |    |                                         |                                |
| 02.03.2015       | 37 | Kwaśne mleko                            | Sour Milk                      |
| 02.03.2015       | 37 | Dolina Urszulek                         | Valley of the Magnolias        |
|                  |    |                                         |                                |
| 03.03.2015       | 38 | Dla nauki                               | For Science                    |
| 03.03.2015       | 38 | Przesłodki                              | Cute is as Cute Does           |
|                  |    |                                         |                                |
| 04.03.2015       | 39 | Cień bęcwała                            | Shadow of a Dolt               |
| 04.03.2015       | 39 | Lawa miłości                            | Lovecano                       |
|                  |    |                                         |                                |
| 05.03.2015       | 40 | Hipno-mętlik                            | Strange Days                   |
| 05.03.2015       | 40 | Nagie kłamstwo                          | Lying Cloth                    |
|                  |    |                                         |                                |
| 04.05.2015       | 41 | Królewski śmietnik                      | Mess of Kings                  |
| 04.05.2015       | 41 | Wycieczka w czasie                      | Rip van George                 |
|                  |    |                                         |                                |
| 05.05.2015       | 42 | Mama Chicago                            | Mama Chicago                   |
| 05.05.2015       | 42 | Dzień odwrotności                       | Reversum Day                   |
|                  |    |                                         |                                |
| 06.05.2015       | 43 | Tron                                    | Swirl                          |
| 06.05.2015       | 43 | Klub młodych entuzjastów                | Junior Jungle Achievers        |
|                  |    |                                         |                                |
| 07.05.2015       | 44 | Woda za uszami                          | Wet Behind the Ears            |
| 07.05.2015       | 44 | Georgus Ex Machina                      | Georgus Ex Machina             |
|                  |    |                                         |                                |
| 08.05.2015       | 45 | Niepokorny                              | Breaking Ape                   |
| 08.05.2015       | 45 | Pomagier Chicago                        | Sidekick Chicago               |
|                  |    |                                         |                                |
| 11.05.2015       | 46 | Łagodna                                 | The Ursula Solution            |
| 11.05.2015       | 46 | George składa jajo                      | George Lays an Egg             |
|                  |    |                                         |                                |
| 12.05.2015       | 47 | Excalibanan                             | Excalibanana                   |
| 12.05.2015       | 47 | Smak nauki                              | The Flavour of Science         |
|                  |    |                                         |                                |
| 13.05.2015       | 48 | George, który chciał być królem         | The George Who Would Be King   |
| 13.05.2015       | 48 | Skórka przeznaczenia                    | The Peel of Fate               |
|                  |    |                                         |                                |
| 14.05.2015       | 49 | George-ołak                             | Were-George                    |
| 14.05.2015       | 49 | Mistrz wśród macho                      | Master of Macho                |
|                  |    |                                         |                                |
| 15.05.2015       | 50 | Sprawdzian przetrwania                  | Trial by Jungle                |
| 15.05.2015       | 50 | Leniwcominacja                          | Slothpocalypto                 |
|                  |    |                                         |                                |
| 18.05.2015       | 51 | Odbobrujcie się                         | Beave Us Alone                 |
| 18.05.2015       | 51 | Królowie niegdysiejsi                   | Original Jungle Kings          |
|                  |    |                                         |                                |
| 19.05.2015       | 52 | Ostatni strażnik                        | The Last Treehugger            |
| 19.05.2015       | 52 | Złote serce                             | Heart of Gold                  |
|                  |    |                                         |                                |

## Gra
11 marca 2008 roku została wydana gra video z George’em. Nosi tytuł George of the Jungle and the Search for the Secret. Jest to wersja dla Wii, PlayStation 2, Nintendo DS. Jest to gra akcji.